# Apiotoma tibiaformis
Apiotoma tibiaformis é uma espécie de gastrópode do gênero Apiotoma, pertencente a família Cochlespiridae.